# ترزیان
ترزیان (زبان ارمنی: Թերզյան), یکی از نام‌های خانوادگی رایج در میان ارمنیان می‌باشد.
- آلن ترزیان
- آندرانیک ترزیان
- توماس ترزیان
- نوبار ترزیان
- هاکوب ترزیان

## منبع
- Հովակիմյան, Բախտիար (2005). Հայոց ծածկանունների բառարան (PDF). Երևան: ԵՊՀ հրատ.